# Oser Kokesch
Oser Kokesch (* 28. Juli 1859 in Brody/Galizien; † 21. Oktober 1905 in Wien) war ein zionistischer Politiker und Rechtsanwalt in Wien („Hof- und Gerichtsadvocat in Wien, I., Singerstrasse 25“, später: Tuchlauben Nr. 17), einer der ersten Angehörigen (nicht Mitbegründer) der Kadimah (Studentenverbindung), 1890 Mitbegründer des Wiener Admath Jeschurun (hebr. Land Israel), des ersten Wiener zionistischen Vereins.
Er wurde einer der ersten und treuesten Anhänger und Mitarbeiter Theodor Herzls, bereitete in dessen Auftrag den ersten Zionistenkongress mit vor und wurde auf diesem in das Engere Actionscomité gewählt (Kassenwart/Schriftführer; er war praktisch Leiter des Wiener Kongressbüros) und gehörte ihm bis zu seinem Tode (also bis zum 7. Kongress, Basel) an. Im Juli 1899 wurde er einer der „Governors“ der Jüdischen Colonialbank (Jewish Colonial Trust).
Er war ein Gegner des Britischen Uganda-Programms.